# Mucrochernes hirsutus
Genre
Espèce
Synonymes
- Atemnus hirsutus Banks, 1914

Mucrochernes hirsutus, unique représentant du genre Mucrochernes, est une espèce de pseudoscorpions de la famille des Chernetidae.

## Distribution
Cette espèce est endémique de Californie aux États-Unis. Elle se rencontre vers Laguna Beach.

## Description
La femelle décrit par  en mesure 3,06 mm.

## Publications originales
- Banks, 1914 : A new pseudoscorpion from California. Journal of Entomology and Zoology, Pomona College, vol. 6, p. 203 (texte intégral).
- Muchmore, 1973 : A new genus of pseudoscorpions based upon Atemnus hirsutus (Pseudoscorpionida: Chernetidae). Pan-Pacific Entomologist, vol. 49, p. 43-48 (texte intégral).